# Milenko Topić

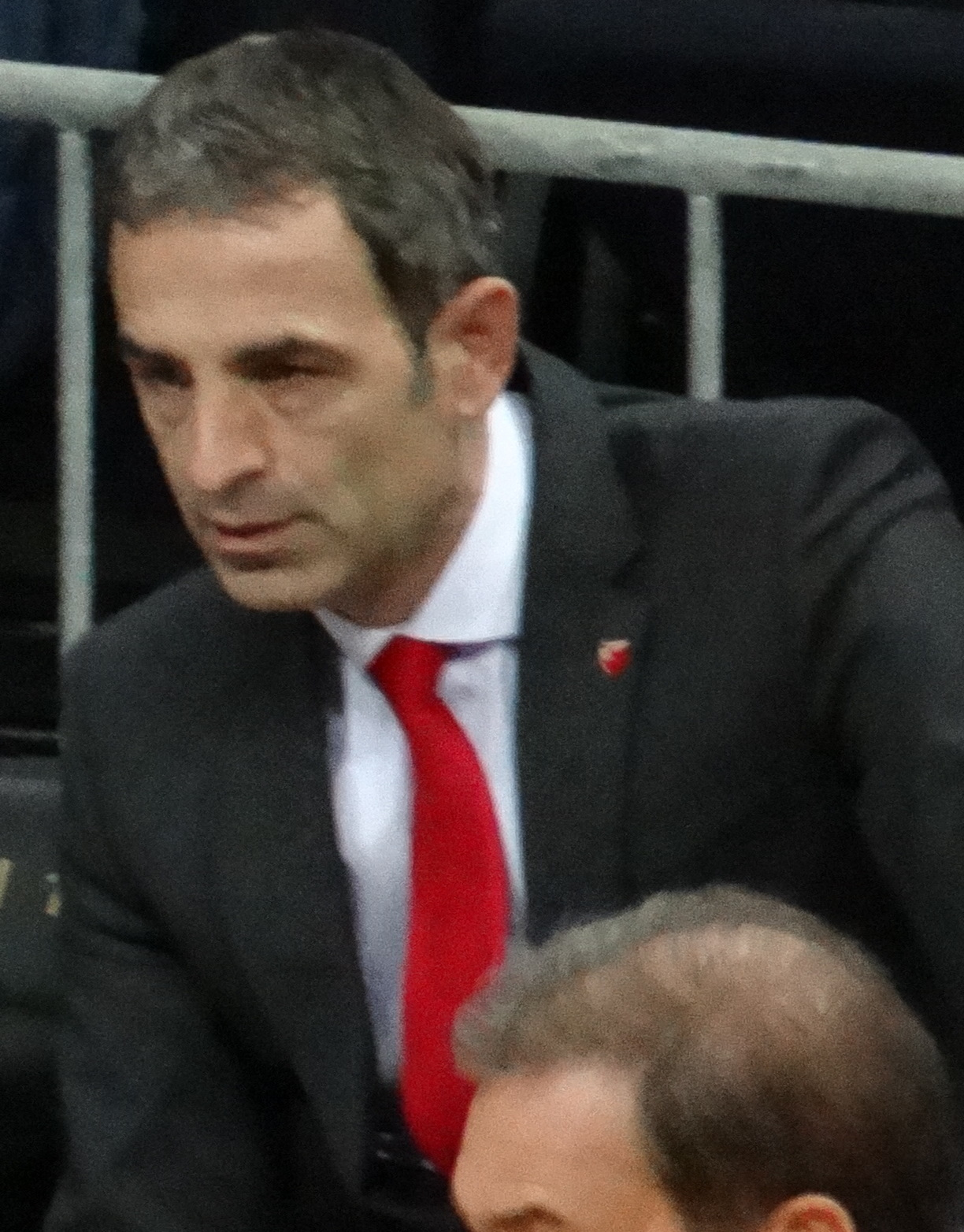

Milenko Topić, född 6 mars 1969 i Pančevo, dåvarande Jugoslavien, är en serbisk basketspelare som tog OS-silver 1996 i Atlanta. Detta var första gången Serbien och Montenegro inte spelade under IOC-koden YUG utan under SCG. Han spelade främst för KK Hemofarm.